# Marçal Nunes
Marçal Nunes foi um almirante português.

## Biografia
Almirante das Armadas dos Reis D. João III de Portugal e D. Sebastião de Portugal e Governador das Galés do Reino de Portugal.
Casou com Vera Gentil, descendente dos Gentile da República de Génova. Foi seu filho primogénito Rui Nunes da Costa Gentil, Fidalgo da Casa Real, Senhor da Quinta do Gentil, que casou com Inês Freire de Andrade e Lima, com geração feminina.